# رادوسلاف ولیکوف
رادوسلاو ولیکوف (به بلغاری: Радослав Великов، زادهٔ ۲ سپتامبر ۱۹۸۳) کشتی‌گیر پیشین بلغاری است که در دستهٔ وزنی ۵۵ کیلوگرم کشتی آزاد فعالیت می‌کرد. ولیکوف برندهٔ مدال برنز المپیک ۲۰۰۸ پکن و نیز برندهٔ یک مدال طلا (۲۰۰۶) و دو نقره (۲۰۰۵، ۲۰۱۱) از مسابقات قهرمانی کشتی جهان است. او همچنین دو مدال نقره (۲۰۰۵، ۲۰۱۰) و سه برنز (۲۰۰۷، ۲۰۰۹، ۲۰۱۲) مسابقات قهرمانی کشتی اروپا را کسب کرده است.
رادوسلاو ولیکوف در سه دوره بازی‌های المپیک تابستانی برای بلغارستان رقابت کرد. او علاوه‌بر برنز المپیک ۲۰۰۸ پکن، در المپیک ۲۰۰۴ آتن به مقام نهم و در المپیک ۲۰۱۲ لندن هم به مقام پنجم رسید.